# Tomasz Schuchardt
Tomasz Schuchardt est un acteur polonais, né le 18 septembre 1986 à Starogard Gdański (Pologne).

## Biographie

### Jeunesse
Tomasz Schuchardt naît le  18 septembre 1986 à Starogard Gdański, dans la voïvodie de Poméranie.

### Carrière
En 2007, Tomasz Schuchardt apparaît pour la première au grand écran, dans le rôle du voleur des voitures dans le long métrage W stepie szerokim d'Abelarda Gizy.
En 2013, il est journaliste dans L'Homme du peuple (Wałęsa. Człowiek z nadziei) d'Andrzej Wajda, premier film biographique au cinéma sur fondateur de Solidarność, Prix Nobel de la paix, plus tard président de la République de Pologne. Il est sélectionné pour représenter la Pologne aux Oscars du cinéma, en 2014, dans la catégorie meilleur film en langue étrangère. Même année, il interprète un jeune homme blondin dans Aime et fais ce que tu veux (W imię…) de Małgorzata Szumowska, racontant l'histoire d'un prêtre catholique en proie à une passion homosexuelle,.

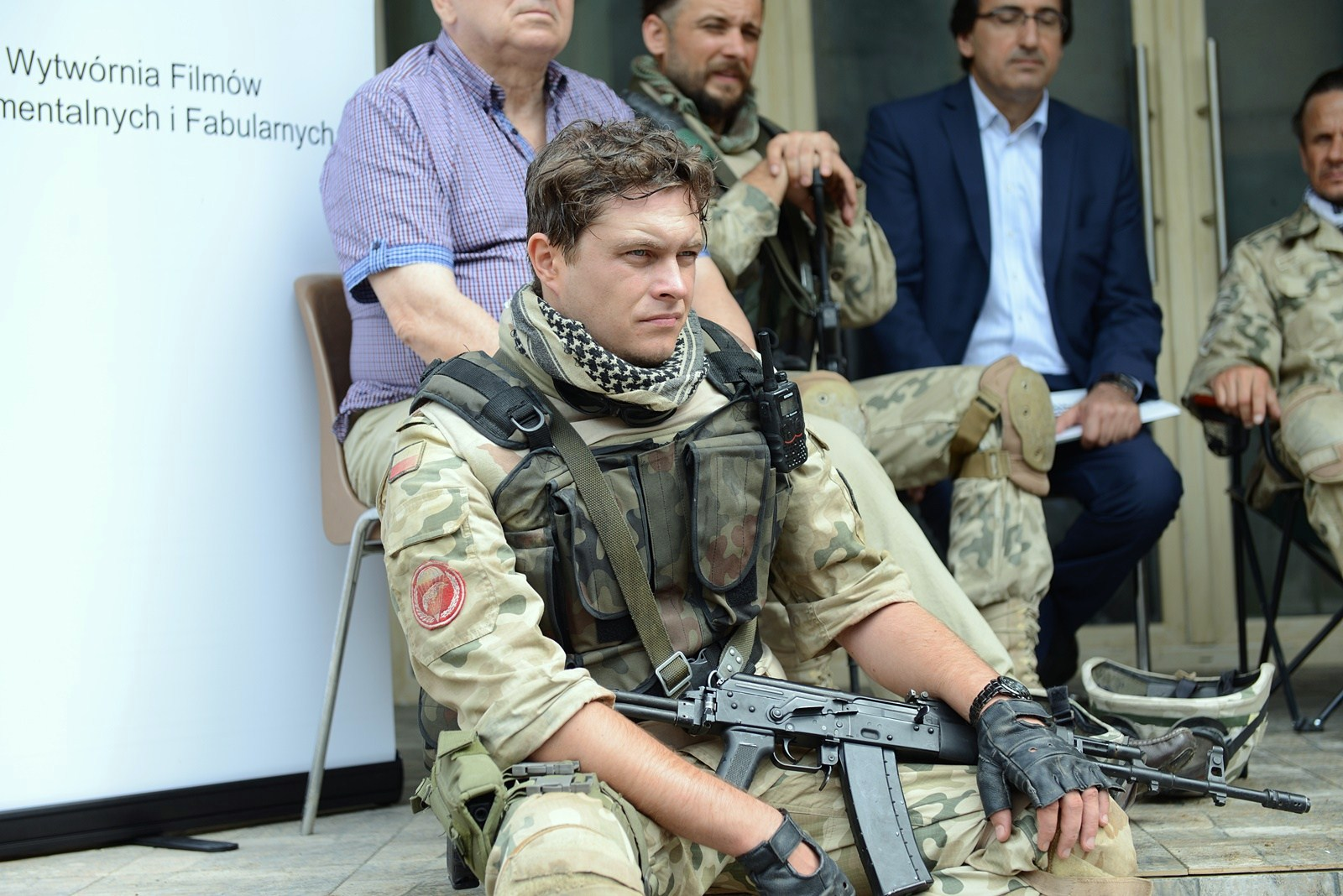
Tomasz Schuchardt durant le tournage du film Karbala

En 2015, il est le lieutenant Sobański dans le film de guerre 4 jours en Enfer : Kerbala, Irak (Karbala) de Krzysztof Łukaszewicz.
En 2016, il endosse les costumes du réalisateur polonais Eugeniusz Bodo dans Bodo de Michał Kwieciński.
En 2019, il est Premier ministre de Pologne Aleksander Prystor dans Piłsudski de Michał Rosa, film biographique sur l'homme d'État Józef Piłsudski du même pays.
En 2021, il apparaît dans Opération Hyacinthe (Hiacynt) de Piotr Domalewski, une histoire réelle sur l'opération secrète de masse menée par la police politique communiste polonaise, (Milicja Obywatelskawas), entre 1985 et 1987, ayant pour but d’établir une base de données nationale de l'ensemble des homosexuels du pays et de leur entourage. Au total, environ 11 000 personnes étaient enregistrées dans cette base de données.

## Filmographie

### Cinéma

#### Longs métrages
- 2007 : W stepie szerokim d'Abelarda Gizy : le voleur des voitures
- 2010 : Chrzest de Marcin Wrona : Janek
- 2011 : Wymyk de Grzegorz Zgliński : Silny
- 2011 : Tramwaj : Tomasz
- 2011 : La Chambre des suicidés (Sala samobójców) de Jan Komasa : le mec du bar
- 2012 : Yuma de Piotr Mularuk : Ernest
- 2012 : Jesteś Bogiem de Leszek Dawid : Wojciech « Fokus » Alszer
- 2013 : L'Homme du peuple (Wałęsa. Człowiek z nadziei) d'Andrzej Wajda : le journaliste
- 2013 : Aime et fais ce que tu veux (W imię…) de Małgorzata Szumowska : Adrian « Blondyn »
- 2014 : Mur de Dariusz Glazer : Mariusz
- 2014 : Insurrection (Miasto 44) de Jan Komasa : Kobra
- 2014 : Kebab i horoscope de Grzegorz Jaroszuk : l'ancien supporter
- 2015 : 4 jours en Enfer : Kerbala, Irak (Karbala) de Krzysztof Łukaszewicz  : le lieutenant Sobański
- 2015 : Demon de Marcin Wrona : Jasny, frère de Żanety
- 2015 : Chemia de Bartosz Prokopowicz : Benek Bilski
- 2016 : Bodo de Michał Kwieciński : Eugeniusz Bodo
- 2017 : Cicha noc de Piotr Domalewski : Marcin, époux de Jolka
- 2017 : Ach śpij kochanie de Krzysztofa Langa : le lieutenant Karski
- 2018 : Wesele de Wawrzyniec Kostrzewski : Dziennikarz
- 2019 : Rykoszety de Jakub Radej : Tadek, frère de Jańcia
- 2019 : Piłsudski de Michał Rosa : Aleksander Prystor
- 2019 : Le Courrier de Varsovie (Kurier) de Władysław Pasikowski : Kazimierz Wolski
- 2020 : Psy 3. W imię zasad de Władysław Pasikowski : Cegielski « Cegła »
- 2020 : Jak najdalej stąd de Piotr Domalewski : le conducteur
- 2021 : The Wedding Day (Weseלe) de Wojciech Smarzowski : Romek Wilk
- 2021 : Last Mission (Orzeł. Ostatni patrol) de Jacek Bławut : le lieutenant Florian « Trzonek » Roszak
- 2021 : Opération Hyacinthe (Hiacynt) de Piotr Domalewski : Wojtek
- 2021 : Chrzciny de Jakub Skoczeń : Wojtek

#### Courts métrages
- 2009 : Polska nowela filmowa de Dorota Lamparska : Mikołaj
- 2012 : Rewelacyjny film de Marcin Wrona
- 2013 : Zasady gry de Wojciech Jagiełło : Tomasz
- 2017 : 0 kilo niczego de Piotr Domalewski : le conseiller Andrzej, beau-frère de Krzysztof

### Télévision

#### Téléfilms
- 2008 : Tajny współpracownik de Krzysztof Lang : Witek
- 2017 : Dzielni Chłopcy de Szymon Waćkowski : Olaf

#### Séries télévisées
- 2010 : Ratownicy : Staszek Tarnowski (13 épisodes)
- 2010 : Ojciec Mateusz : Andrzej « Andrus » Pobiednik (saison 3, épisode 6 : Swiadek)
- 2011 : Układ warszawski : Robert « Krótki » Kruczek
- 2012 : Misja Afganistan : Żądło (13 épisodes)
- 2013 : Głęboka woda : Borys Kasperski
- 2016 : Bodo : Eugeniusz Bodo (13 épisodes)
- 2018 : Illegals (Nielegalni) : Marcin Konieczny (8 épisodes)
- 2019 : Odwróceni. Ojcowie i córki : le policier Lato, partenaire de Lidka (6 épisodes)
- 2019 : Chyłka. Kasacja : « Gorzym », homme « Siwowłosego » (6 épisodes)
- 2020 : Ludzie i bogowie : le capitaine Gertz « Kmicic » (saison 1, épisode 2 : Pierwszy wyrok)
- 2020 : Skazana : Bartłomiej « Penis » Dworak, directeur du pénitencier (7 épisodes)

## Distinctions

### Récompenses
- Festival du film polonais de Gdynia :
  - 2010 : Meilleur second rôle masculin pour son rôle de Fokus dans Jesteś Bogiem (ex aequo avec Dawid Ogrodnik)
  - 2012 : Meilleur acteur masculin pour son rôle de Janek dans Chrzest (ex aequo avec Wojciech Zieliński)